# Triaenomeros olivaceum
Genre
Espèce
Triaenomeros olivaceum, unique représentant du genre Triaenomeros, est une espèce d'opilions laniatores de la famille des Gonyleptidae.

## Distribution
Cette espèce est endémique de la région des Fleuves au Chili. Elle se rencontre vers Valdivia.

## Description
La femelle holotype mesure 8 mm.

## Publication originale
- Roewer, 1913 : « Die Familie der Gonyleptiden der Opiliones-Laniatores. » Archiv für Naturgeschichte, sér. A, vol. 79, no 4, p. 1–256 (texte intégral).